# Impuesto directo
El impuesto directo es un impuesto asociado directamente con una persona física o jurídica, y que se calcula y aplica sobre el capital total de la misma, o sobre sus ingresos globales en un determinado período de tiempo (ejercicio fiscal). Este impuesto es periódico, o sea, por lo general se aplica cada año, y se paga una vez al año o en cuotas.
El impuesto directo se distingue de un impuesto indirecto, ya que este último grava manifestaciones indirectas de capacidad económica (vg. consumo) mientras que el primero grava manifestaciones directas de capacidad económica como pueden ser la renta o el patrimonio A su vez, los impuestos directos recaen directamente sobre el objeto que desea gravarse mientras que los impuestos indirectos usan el mecanismo de la repercusión para hacer caer la carga tributaria a otro distinto.  
La fiscalidad directa es generalmente declarativa, o sea, establecida a título expreso, ya sea por el propio interesado o contribuyente, ya sea por un tercero en su nombre (con frecuencia llamado agente de retención). La retención fiscal con frecuencia la aplican las empresas en relación a sus empleados, en el momento de pagarles el salario.

## Incidencia fiscal
El impuesto directo se presupone que es pagado y cubierto por la propia persona contribuyente, o sea, es la persona que transfiere el monto del mismo al agente recaudador, la que de una forma u otra debe cubrir este importe con sus ingresos o con sus ahorros previos o con la enajenación de algún bien, sin posibilidad de recuperarlo en todo o en parte por otra vía, y sin posibilidad de repercutirlo a un tercero; es en este sentido que este impuesto se opone al llamado impuesto indirecto. La noción de incidencia fiscal muestra que en la práctica, esta distinción no siempre se presenta en forma exacta o pura.

## Ejemplos de impuestos modernos
- Impuesto sobre la renta de las personas físicas (España) (véase también Impuesto sobre la renta)[2]
- Tasa de habitación
- Contribución social generalizada
- Impuesto de solidaridad sobre la fortuna
- Impuesto sobre las sociedades

## Ejemplos de impuestos antiguos
- Talla o Taille
- Capitación
- Impuesto per cápita
- Contribuciones directas establecidas durante la Revolución francesa